# 2 Coríntios 13
2 Coríntios 13 é o décimo-terceiro e último capítulo da Segunda Epístola aos Coríntios, de autoria do Apóstolo Paulo, no Novo Testamento da Bíblia.

## Estrutura
A Tradução Brasileira da Bíblia organiza este capítulo da seguinte maneira:
- 2 Coríntios 13:1-10 - Promete investigar e castigar. Admoestações
- 2 Coríntios 13:11-12 - Saudações
- 2 Coríntios 13:13 - A bênção